# Pilot Mountain, North Carolina
Pilot Mountain är en ort (town) i Surry County, North Carolina, USA.